# Вигоща
Вигоща — річка в Білорусі, у Лельчицькому районі Гомельської області. Ліва притока Уборті (басейн Прип'яті).

## Опис
Довжина річки 12 км., похил річки — 0,96 м/км. Площа басейну 86,1 км².

## Розташування
Бере початок і протікає у межах Лельчицького району і на південному сході від Борового впадає у річку Уборть, праву притоку Прип'яті.